# Chiesa della Purissima Concezione
La chiesa della Purissima Concezione, altrimenti nota come chiesa di Nostra Signora della Concezione o dell'Immacolata Concezione, è una chiesa cattolica che si trova nell'Isola di Isabella II nelle Isole Chafarinas, una delle Plazas de soberanía spagnole site davanti alle coste del Marocco.
Costruita tra il 1851 e il 1853, la sua costruzione venne desiderata e sostenuta dal vicario parrocchiale di Melilla Bartolomé de Fuentes sin dall'occupazione delle isole nel 1848 e alla successiva abitazione di esse: venne prodotta una chiesa di una singola navata con una superficie di circa 250 metri quadrati, con un coro di 30 metri quadrati e una sagrestia di 60 metri quadrati.
Sconsacrata, è di proprietà del ministero della Difesa: le immagini sacre prodotte per essa sono state spostare a Melilla e in altri luoghi. Pur danneggiata dalla mancanza di cure e dalle intemperie rimane strutturalmente stabile ed è in discussione un suo restauro.